# Wesley College (Auckland)
Wesley College est une école à Pukekohe en Nouvelle-Zélande. L'école est fondée par des membres de l'Église méthodiste en 1844, ce qui en fait une des plus anciennes de Nouvelle-Zélande.
Wesley a une longue tradition d'école de rugby à XV remportant pas moins de cinq titres nationaux (1991, 1993, 1997, 2001, 2004). L'équipe de 2001 comprend les All Blacks Sitiveni Sivivatu et Stephen Donald, le joueur de rugby à XIII Tame Tupou ainsi que l'ailier samoan Sailosi Tagicakibau. 
Jonah Lomu et le pilier droit du Stade Rochelais Uini Atonio ont fait leurs classes à l'école.